# Mike Conaway
Kenneth Michael Conaway, detto Mike (Borger, 11 giugno 1948), è un politico statunitense, membro della Camera dei Rappresentanti per lo stato del Texas dal 2005 al 2021.

## Biografia
Nato e cresciuto nel Texas Panhandle, dopo gli studi divenne un contabile e lavorò in banca e presso la Arbusto Energy di George W. Bush.
Politicamente attivo con il Partito Repubblicano, nel 2003 si candidò alla Camera dei Rappresentanti in un'elezione speciale indetta per assegnare il seggio lasciato vacante da Larry Combest; Conaway tuttavia venne sconfitto nelle primarie da Randy Neugebauer. L'anno seguente, dopo la ridefinizione dei distretti congressuali, Conaway si candidò per un altro seggio alla Camera e questa volta riuscì a vincere, per poi essere sempre riconfermato negli anni successivi, fin quando nel 2020 annunciò il proprio pensionamento e lasciò il Congresso dopo sedici anni di permanenza.
Ideologicamente, Mike Conaway è un conservatore.